# Астрид С
Астрид Смепласс (29 октября 1996 года, Реннебу, Сёр-Трёнделаг), также известная под своим сценическим именем Astrid S, певица и автор песен из Норвегии, которая заняла пятое место в Pop Idol. Она опубликовала такие песни «Shattered» (в связи с участием в Idol) и «2AM». Сотрудничала с Шоном Мендесом в дебютном альбоме «Handwritten», который возглавил список США Биллборд в 2015 году.

## Биография

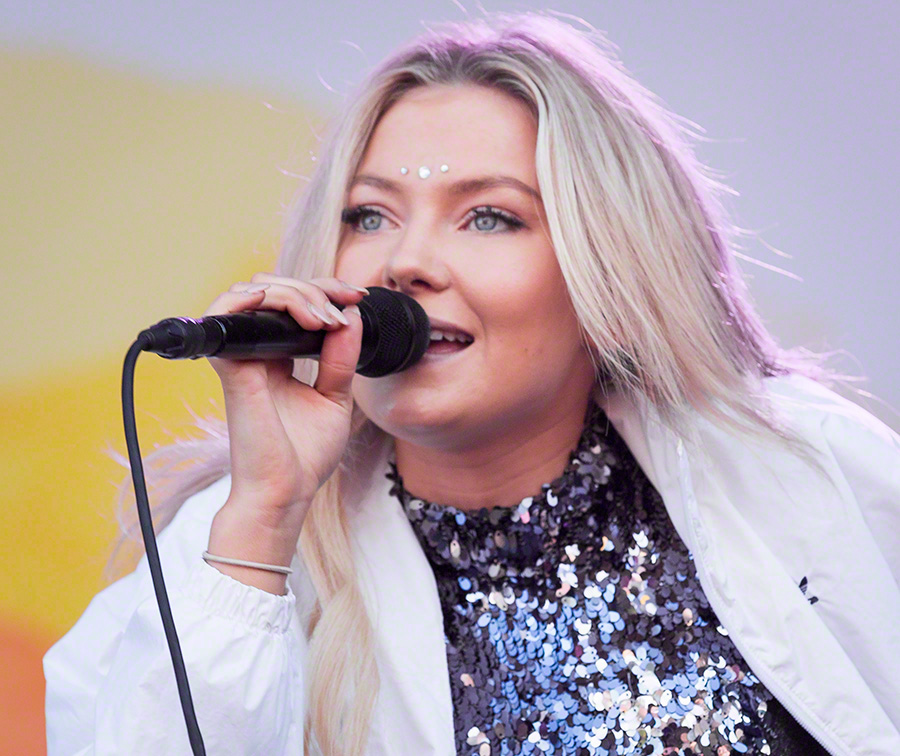
Astrid S, 2016

Выросшая в маленьком городке Реннебу в Норвегии, Астрид была увлечена музыкой ещё с ранних лет. Она играла на пианино, когда ей было всего 6 лет, пела и писала песни, будучи подростком. В 16 лет приняла участие в норвежской версии Pop Idol в 2013 году, заняла там 5 место и выпустила сингл «Shattered» под именем Астрид Смепласс.
В 17 лет она бросила школу и переехала в Осло, чтобы сосредоточиться на своей музыкальной карьере. После выпуска её первого сингла «2AM», уже под именем Astrid S, норвежская инди-поп певица начала активно появляться на сценах стран Европы и Северной Америки. В 19 лет она достигла 5x Платинового статуса в Норвегии с синглом «2AM», а на Spotify было более чем 100 миллионов трансляций по всему миру.
В 2016 году Астрид поддержала Троя Сивана в его Европейском турне, выступая у него на распевке. 20 мая этого же года она выпустила одноименный EP.
В 2017 году записала бэк-вокал для песни Кэти Перри «Hey Hey Hey» для альбома «Witness». 30 июня выпустила свой второй альбом, который носит название «Party’s Over».

## Дискография

### Синглы
- «Shattered» (2013)
- «Undressed» — кавер с Юлие Берган (2013)
- «2AM» (2014) (2015, USA)
- «FourFiveSeconds» — кавер (2015)
- «Hyde» (2015)
- «Paper Thin» (2015)
- «Running out» — Matoma совместно с Астрид С (2015)

### Альбомы
- «2AM (Remixes)»

Дата выпуска: 12 мая, 2015
1. «2AM» (Matoma Remix) — 03:55
2. «2AM» (Dandy Lion Remix) — 03:32
3. «2AM» (Sevnthwonder Remix) — 03:32
4. «2AM» (Rootkit Remix) — 03:42
5. «2AM» (Loveless Remix) — 03:30

- «Astrid S»

Дата выпуска: 20 мая, 2016
1. «Paper Thin» — 03:28
2. «Hurts So Good» — 03:28
3. «Jump» — 03:13
4. «Atic» — 03:24
5. «I Don’t Wanna Know» — 02:56

- «Party’s Over»

Дата выпуска: 30 июня, 2017
1. «Breathe» — 03:31
2. «Such A Boy» — 03:30
3. «Sushi (Interlude)» — 01:25
4. «Bloodstream» — 03:54
5. «Party’s Over» — 03:17
6. «Does She Know» — 03:42

- «Breathe (Remixes)»

Дата выпуска: 7 июля, 2017
1. «Breathe» (HEDEGAARD Remix) — 03:45
2. «Breathe» (Lauv Remix) — 03:35
3. «Breathe» (Shura Remix) — 03:39
4. «Breathe» (TCTS Remix) — 03:38
5. «Breathe» (Basic Tape Remix) — 03:31

- «Party’s Over (Acoustic)»

Дата выпуска: 14 июля, 2017
1. «Breathe (Acoustic)» — 03:38
2. «Such A Boy (Acoustic)» — 03:30
3. «Bloodstream (Acoustic)» — 03:48
4. «Party’s Over (Acoustic)» — 03:30
5. «Does She Know (Acoustic)» — 02:58
6. «Mexico (Acoustic)» — 03:32

## Фильмография
| Год  | Название               | Роль    |
| ---- | ---------------------- | ------- |
| 2021 | Три орешка для Золушки | Золушка |

## Награды и номинации
| Год  | Проект                  | Номинация                     | Представленная работа | Результат |
| ---- | ----------------------- | ----------------------------- | --------------------- | --------- |
| 2015 | MTV Europe Music Awards | Лучшее Норвежское Выступление | Astrid S              | Победа    |
| 2015 | P3 Gull                 | Новый Исполнитель Года        | Astrid S              | Победа    |
| 2015 | P3 Gull                 | Песня Года                    | «2AM»                 | Победа    |